# Suśnik
Suśnik (niem. Sußnick) – wieś w Polsce położona w województwie warmińsko-mazurskim, w powiecie kętrzyńskim, w gminie Korsze. Wieś jest siedzibą sołectwa, w skład którego oprócz niej wchodzą jeszcze: Długi Lasek, Trzeciaki, Wandajny i Wygoda.
W latach 1975–1998 miejscowość administracyjnie należała do województwa olsztyńskiego.

## Części wsi
| SIMC    | Nazwa  | Rodzaj     |
| ------- | ------ | ---------- |
| 0479126 | Wygoda | przysiółek |

## Położenie geograficzne
Wieś jest położona w południowo-zachodniej części gminy Korsze. Pod względem historycznym miejscowość leży w Prusach Dolnych, na obszarze dawnej pruskiej Barcji. Pod względem fizycznogeograficznym właściwa wieś wraz z przysiółkiem Wygoda jest położona na Pojezierzu Mrągowskim, a jedynie dawny Suśnik PGR należy do mezoregionu Niziny Sępopolskiej. Ukształtowanie powierzchni wsi i okolic jest pagórkowate.
Na południowy wschód od wsi znajduje się jezioro o powierzchni 8 ha noszące nazwy Jasna Woda lub Kaudyty (niem. Klarer See, Dreihöfer See, Cauditten). Na wschód od wsi, w bezpośrednim sąsiedztwie przysiółka Wygoda rozciąga się na bagnistym terenie Łankiejmski Las (niem. Langheimer Forst).
Wieś jest położona z dala od sieci głównych dróg. Jedyną drogą przechodzącą przez miejscowość jest droga powiatowa nr 1687N, łącząca Łankiejmy z Gudnikami. W odległości 2,3 km od granicy wsi w kierunku północnym jest zlokalizowana stacja kolejowa w Łankiejmach, położona przy  linii kolejowej nr 353 Poznań Wschód – Skandawa.

## Historia

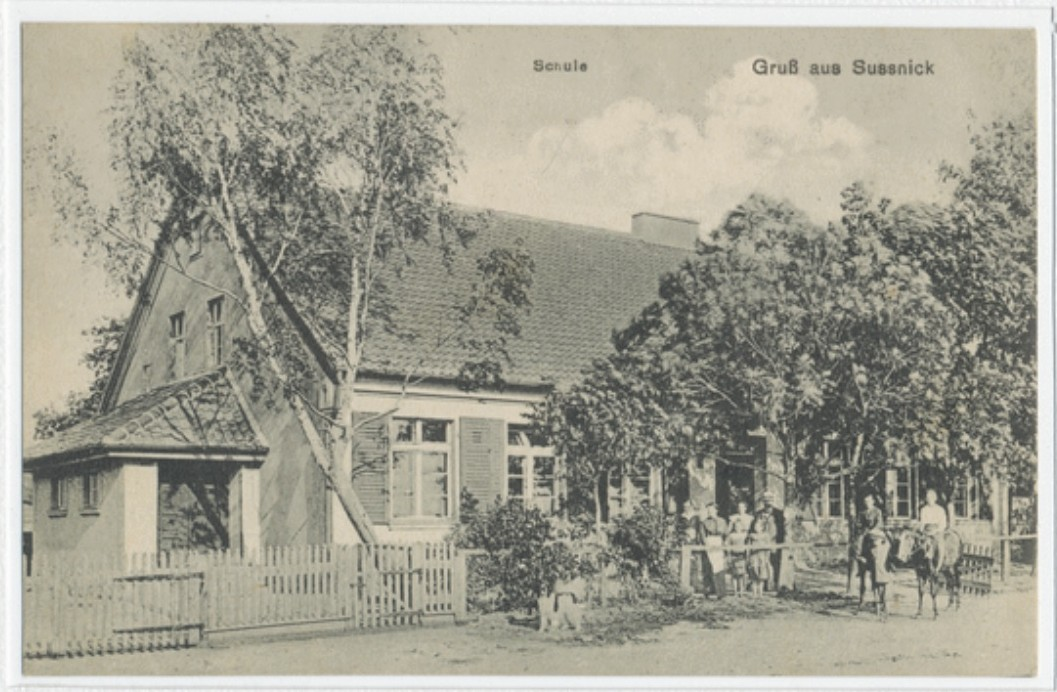
budynek dawnej szkoły podstawowej

Nazwa wsi pochodzi od prus. imienia Susenik. Dawniejsze nazwy Suśnika to: Sussnicken (1481), Syssenicken (1485), Susenicken (1533), a od 1780 r. Sussnick.
W 1367 r. Zakon krzyżacki nadał w lenno ziemie w okolicach zamku w Łankiejmach rycerzowi pruskiemu, który nazwał się Hensil Trawpe. Ten zaś na przyznanych sobie gruntach, liczących 74 łanów, założył dwie wsie – Łankiejmy i Suśnik. Po wojnie trzynastoletniej (1454-1466), Łankiejmy z zamkiem, Głowbity, Suśnik i Krzemity, jako rekompensatę za zaległy żołd otrzymał w lenno zaciężny rotmistrz Truchsess von Wetzhausen. W drugiej połowie XVII w. dobra te przeszły we władanie rodziny von der Groebenów z Bezławek. Do Łankiejm przeniósł się stamtąd Heinrich Wilhelm von der Groeben (1657-1729). W 1785 r. jego syn Wilhelm Ludwik, pułkownik w wojsku polskim, zmarł bezpotomnie w Łankiejmach. Wówczas pozostali członkowie rodu założyli „Fundację rodzinną Groebenów”, która stała się spadkobierczynią dóbr należących do Łankiejm, a w tym też Suśnika.
Na początku XIX w, kiedy w Prusach zniesiono poddaństwo i dokonano uwłaszczenia chłopów, obok folwarku powstała wieś złożona z indywidualnych gospodarstw chłopskich. W 1820 wieś liczyła 27 domów i 209 mieszkańców, a folwark 1 dom i 10 mieszkańców. W 1913 r. w Suśniku było 14 gospodarstw, a przed 1945 r. – 10. Ich wielkość to 20-65 ha.
Około 1900 utworzono w Suśniku jednoklasową szkołę. W 1928 r. wieś i folwark liczyły łącznie 301 mieszkańców.
Po zakończeniu drugiej wojny światowej wskutek spowodowanych nią zmian terytorialnych wieś weszła w skład Polski. We wsi osiedlili się polscy przesiedleńcy. Na terenie dawnego folwarku utworzono PGR. W 2005 r. w Suśniku były 22 domy (29 mieszkań) i 109 mieszkańców.